# Капустино (Митищинський міський округ)
Капу́стино (рос. Капустино) — присілок у складі Митищинського міського округу Московської області, Росія.

## Населення
Населення — 51 особа (2010; 44 у 2002).
Національний склад (станом на 2002 рік):
- росіяни — 89 %